# 네모토 류타로
네모토 류타로(일본어: 根本 龍太郎, 1907년 5월 25일~1990년 3월 19일)는 13선 중의원 의원을 지낸 일본의 정치인이다.

## 생애
1907년 5월 25일에 아키타현 오마가리시(지금의 다이센시)에서 태어났다. 아키타현립 아키타 농업학교를 거쳐 1932년에 교토 제국대학(지금의 교토 대학) 농학부 농림경제학과를 졸업했다. 이후 만주국에 가서 공무원 일을 하다가 건국대학 조교수가 되었다.
일본의 항복으로 제2차 세계 대전이 끝나자 일본에 돌아왔으며 1947년 총선에 출마해 당선됐다. 이후 민주당에 소속되었으나 「임시석탄광업관리법」안에 반대하며 다나카 가쿠에이, 시데하라 기주로, 하라 겐자부로, 사사키 히데요 등과 함께 민주당을 탈당했다. 이후 요시다 시게루가 이끄는 자유당에 합류했다. 1951년 7월에 성립한 제3차 요시다 내각 (제2차 개조)에 농림상으로 입각했다.
네모토는 자유당 내에서 히로카와 고젠의 파벌에 속했다. 히로카와는 원래 요시다의 최측근이었지만 마스다 가네시치, 오가타 다케토라 등이 성장하면서 히로카와의 입지가 좁아지자 요시다에게 반감을 품게 되었고 바카야로 해산을 둘러싸고 요시다가 중의원에서 징벌을 받게 될 때 현직 각료이면서도 요시다를 옹호하지 않아 파면되었다. 이후 히로카와가 하토야마 이치로가 이끄는 일본민주당으로 옮겨가자 따라갔으며 1954년 12월에 제1차 하토야마 이치로 내각이 성립하자 내각관방장관에 취임했다. 이후 제2차 하토야마 이치로 내각, 제3차 하토야마 이치로 내각 때까지 관방장관으로 재임하며 보수합동, 일소공동선언 등을 위해 노력했다.
보수합동으로 자유민주당이 탄생하자 고노 이치로-소노다 스나오의 파벌에 속했다가 나중엔 무파벌이 되었다. 1957년 7월에 성립한 제1차 기시 내각 (개조)과 1970년 1월에 성립한 제3차 사토 내각에서 건설상을 맡았으며 1968년에는 자유민주당 정무조사회장을 지냈다. 다나카가 금맥 문제로 총재직에서 물러나자 당 개혁에 대한 목소리가 높아졌고 부총재 시나 에쓰사부로가 이끄는 당 기본문제조사회가 출범했는데 이에 부회장으로 참여했다.
1983년 총선에서 낙선하자 그대로 정계를 은퇴했다. 네모토의 지지 기반은 아키타현의회 의원 미노리카와 히데후미가 이어받았다. 1987년에 훈1등 욱일대수장을 수훈했다.
1990년 3월 19일에 사망했다. 향년 82세.

## 역대 선거 기록
|  | 13.6% |

|  | 15% |

|  | 22.2% |

|  | 16.5% |

|  | 18% |

|  | 19.4% |

|  | 13.8% |

|  | 20.6% |

|  | 19.8% |

|  | 19.4% |

|  | 19% |

|  | 18.2% |

|  | 17.5% |

|  | 19.9% |

|  | 14.8% |

| 전임 히로카와 고젠 | 제13대 농림대신 1951년 7월 4일~1951년 12월 26일 | 후임 히로카와 고젠 |

| 전임 후쿠나가 겐지 | 제13·14·15대 내각관방장관 1954년 12월 10일~1956년 12월 23일 | 후임 이시이 히로히데 |

| 전임 난조 도쿠오 | 제16대 건설대신 1957년 7월 10일~1958년 6월 12일 | 후임 엔도 사부로 |

| 전임 쓰보카와 신조 | 제31대 건설대신 1970년 1월 14일~1971년 7월 5일 | 후임 니시무라 에이이치 |